# Томпсон (Ајова)
Томпсон (енгл. Thompson) град је у америчкој савезној држави Ајова. По попису становништва из 2010. у њему је живело 502 становника.

## Демографија
Према попису становништва из 2010. у граду је живело 502 становника, што је -94 (-15.8%) становника више него 2000. године.
| Група             | 2000.       | 2010.       |
| Белци             | 577 (96,8%) | 489 (97,4%) |
| Афроамериканци    | 0 (0,0%)    | 0 (0,0%)    |
| Азијати           | 3 (0,5%)    | 5 (1,0%)    |
| Хиспаноамериканци | 9 (1,5%)    | 5 (1,0%)    |
| Укупно            | 596         | 502         |